# Double Dee
Double Dee est un groupe italien de dance, actif entre 1990 et 2003, composé de Davide Domenella et Donato « Dany » Losito.

## Histoire

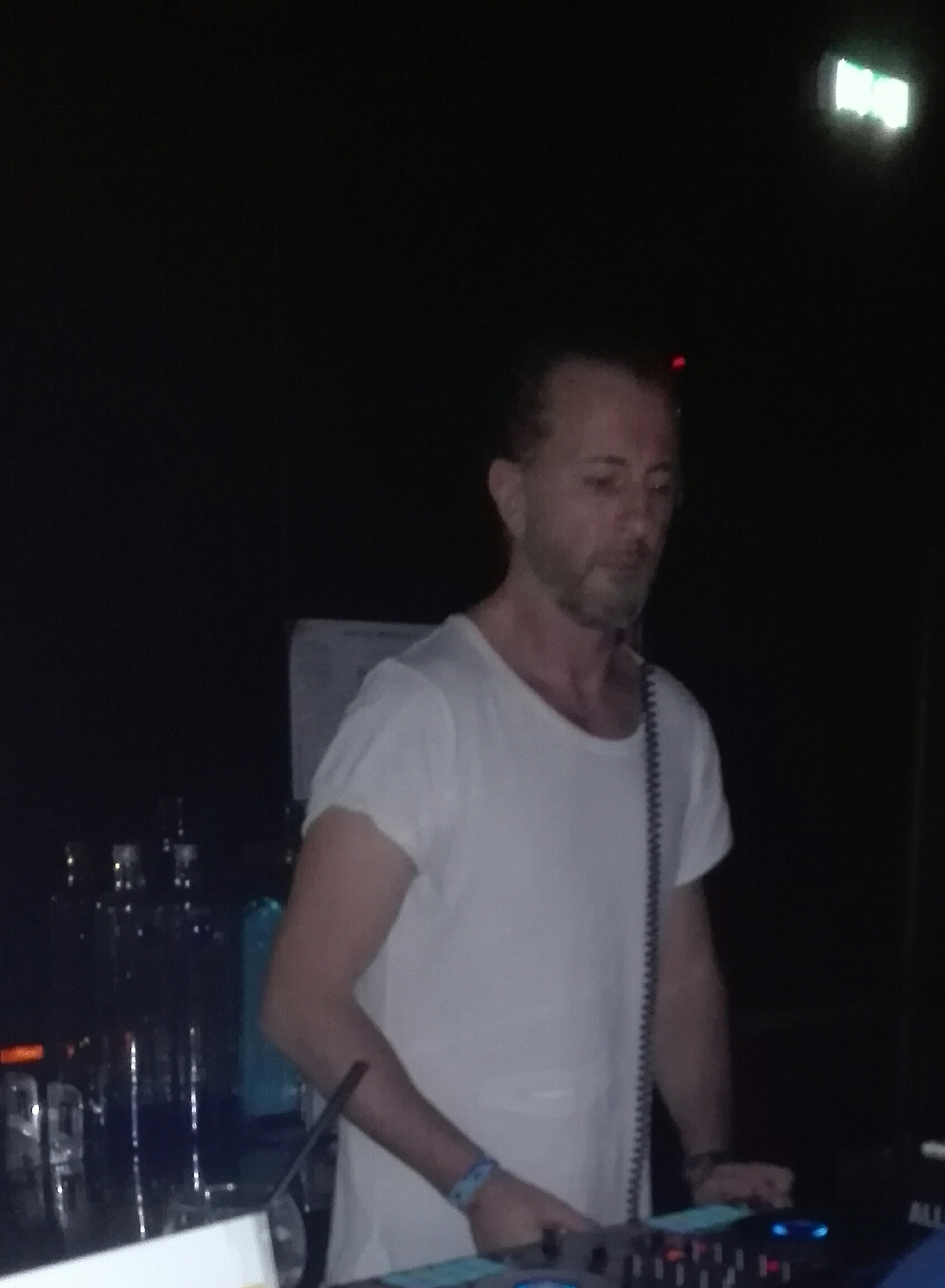
Danny Lositon, ancien membre du groupe, ici en 2018.

Le groupe est formé en 1990 par Davide Domenella et Donato « Danny » Losito. Il se fait connaître la même année à la sortie de leur premier single et plus grand succès Found Love. Le titre entre dans les classements notamment en Italie, en France, au Royaume-Uni et aux États-Unis. Claudio « Moz-Art » Rispoli, qui apparaît selon certaines sources[Lesquelles ?][réf. nécessaire] comme membre du groupe, en est le producteur pour le label discographique bolonais Irma Records.
À la suite de leur premier succès, le groupe sortira plusieurs autres singles qui rencontreront un succès limité en Italie ou en France. Le single You, sorti en 2000 en France uniquement, entre en 2001 dans le top 50 des meilleures ventes de singles où il atteint la 24e place et reste onze semaines après avoir été choisi par M6 pour devenir le générique de la première émission de téléréalité musicale Popstars. En 2004, Danny Losito se lance dans une carrière solo.
Le 18 avril 2010, ils sortent avec Luca Guerrieri le single Why Don't You Feel. En 2018, leur dernière œuvre Deja Vu, un album qui reflète le son Double Dee projeté dans la nouvelle ère. En février 2024, trois nouveaux remixes de leur morceau People Get Up sort en un EP.

## Discographie

### Albums studio
- 1991 : Double Dee

### Singles
- 1990 : Found Love
- 1991 : Don't You Feel
- 1992 : People Get Up, Hey You
- 1993 : The More I Get The More I Want, Body Music
- 1994 : Come Into My Life, Love Nobody
- 1996 : I'm In Love
- 2000 : You (sortie limitée à la France)
- 2001 : Can You Feel It, You
- 2003 : Shining
- 2010 : Why Don't You Feel (avec Luca Guerrieri)